# Ch-31
Die Ch-31 (russisch Х-31, NATO-Codename AS-17 Krypton) ist eine Luft-Boden-Rakete aus sowjetischer Produktion. Sie dient zur Bekämpfung von bodengebundenen Radaranlagen und Schiffen.

## Entwicklung
Die Ch-31 wurde als Nachfolgemodell der Ch-25P entwickelt. Gegenüber dem Vorgängermodell sollte die neue Lenkwaffe über eine höhere Marschgeschwindigkeit und eine größere Reichweite verfügen. Mit der neuen Lenkwaffe sollten bodengebundene und schiffsbasierte Radaranlagen bekämpft werden können. Die Entwicklung begann 1977 im Konstruktionsbüro Swesda. Die ersten Flugversuche wurden 1982 durchgeführt. Parallel zu der Anti-Radar-Rakete Ch-31P wurde auch der Seezielflugkörper Ch-31A entwickelt. Die Ch-31P wurde im Jahre 1988 in Kleinserie bei den sowjetischen Luftstreitkräften eingeführt. Erstmals wurde die Ch-31 im Jahr 1991 der Öffentlichkeit präsentiert. Danach wurde sie primär für den Export produziert.

## Technik

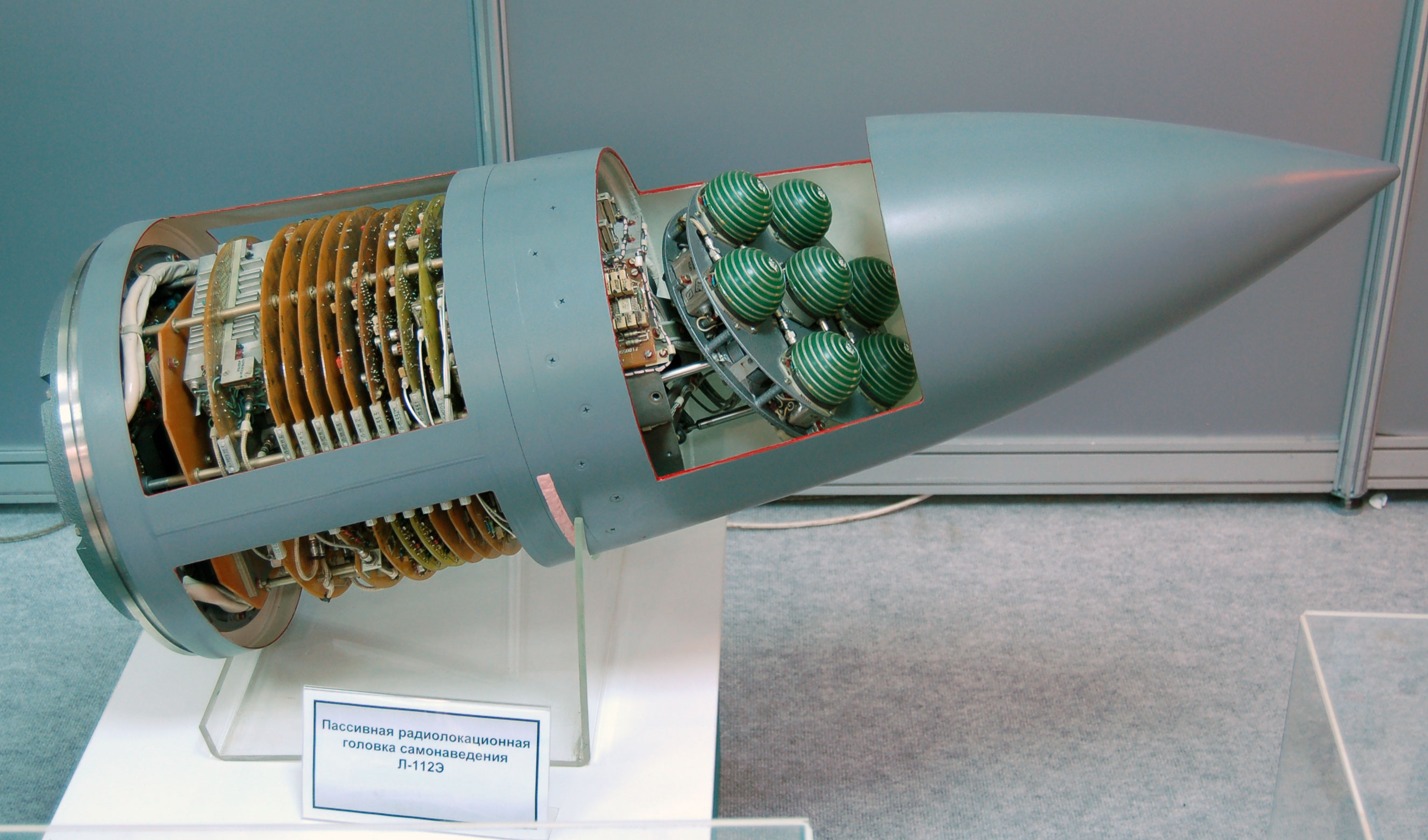
Älterer Suchkopf einer Ch-31P (L-112E)

Nachdem die Ziele vom Flugzeug identifiziert und den Lenkwaffen zugewiesen wurden, finden diese sie von selbst (Fire-and-Forget-Prinzip). Nach dem Abwurf der Lenkwaffe folgt eine kurze antriebslose Phase, dann zündet das Raketentriebwerk in sicherem Abstand. Zunächst wird die Lenkwaffe durch den Feststoffbooster auf Mach 1,8 beschleunigt. Ist der Booster ausgebrannt, werden die Abdeckungen der vier Lufteinlässe abgesprengt und das Turajew/Sojus DP-31-Staustrahl-Marschtriebwerk startet. Die Ch-31 kann in einem Höhenbereich von 100 bis 15.000 m und bei Geschwindigkeiten von 600 bis 1.500 km/h gestartet werden.
Die Ausführung Ch-31P wird zur Niederhaltung der feindlichen Flugabwehr (engl. SEAD) eingesetzt. Ihr passiver Radarsuchkopf schaltet auf die Frequenz des gegnerischen Radars auf und nutzt diese, um die Radarstellung zu treffen. Der Suchkopf kann mit austauschbaren Modulen bestückt werden, welche u. a. auf die Frequenzbänder der Hawk- und Patriot-Radare abgestimmt sind. Der Suchkopf hat an der Front eine kardanisch aufgehängte Platte, auf der sieben kegelförmige Interferometer angebracht sind. Es stehen die auswechselbaren Suchköpfe L-111 (PRGS-4WP), L-112 (PRGS-5WP), L-113 (PRGS-6WP) und L-122 zur Verfügung, bei neueren Modellen wird der Breitbandsuchkopf L-130 verwendet, der das Frequenzspektrum von 1–11 GHz abdeckt. Die Ch-31P fliegt mit Hilfe des Suchkopfes und des Autopiloten auf die Radaranlage zu. Stellt währenddessen die Radaranlage den Sendebetrieb ein, so behält die Ch-31P den eingeschlagenen Kurs bei und fliegt mit Hilfe der Trägheitsnavigationsplattform zum Ziel. Sollte die Radaranlage den Sendebetrieb wieder aufnehmen, so schaltet der passive Radarsuchkopf sofort wieder darauf auf. Außerdem kann die Zielzuweisung nach dem Start des Flugkörpers (lock-on after launch) durchgeführt werden. In diesem Fall wird die Ch-31P in ein Gebiet gestartet, ohne dass eine Zielposition bekannt ist. Im Zielgebiet angekommen, sucht die Lenkwaffe mit dem passiven Suchkopf nach Zielen. Wird die Radarstrahlung eines Radargeräts erfasst, so erfolgt ein Angriff auf diese Anlage. Der Gefechtskopf wird durch einen Näherungszünder zur Detonation gebracht, optimalerweise rund 5 m über der Radaranlage. Die Treffererwartung liegt nach Herstellerangaben bei rund 80 % und der Streukreisradius (CEP) beträgt 5–20 m.
Die Ausführung Ch-31A dient der Bekämpfung von Seezielen und hat einen aktiven Radarsuchkopf vom Typ RGS-31. Der Marschflug erfolgt autonom mit Hilfe der Trägheitsnavigationsplattform, der Zielanflug mit aktiver Radarsteuerung. Es existieren zwei vorprogrammierte Flugprofile: Beim Standard-Flugprofil erfolgt der Marschflug in einer Höhe von 15 km bei einer Geschwindigkeit von Mach 3,5. Die Geschwindigkeit von 3,5 Mach wird durch einen Mach-Zahl-Detektor begrenzt, um die Erwärmung durch Luftreibung zu beschränken; bei der hitzebeständigeren Modifikation Ch-31PD (wie auch bei MA-31) wurde die zulässige Fluggeschwindigkeit auf Mach 4,5 angehoben, wodurch sich auch die Reichweite erhöht hat. Der Zielanflug erfolgt in einem 60°-Sturzflug. Beim Tiefflugprofil fliegt der Flugkörper mit Mach 2,5 in einer Höhe von 20–30 m das Zielgebiet an. Der Zielanflug erfolgt dann in einer Höhe von rund 7 m und der Einschlag im Ziel erfolgt auf Wellenhöhe im Schiffsrumpf. Der Penetrations-Gefechtskopf zündet zeitverzögert, so dass er im Schiffsinneren explodiert. Aufgrund der hohen Geschwindigkeit hat die Ch-31A eine hohe kinetische Energie, was ein großes Schadenspotential mit sich bringt.

## Varianten

### Sowjetunion / Russland

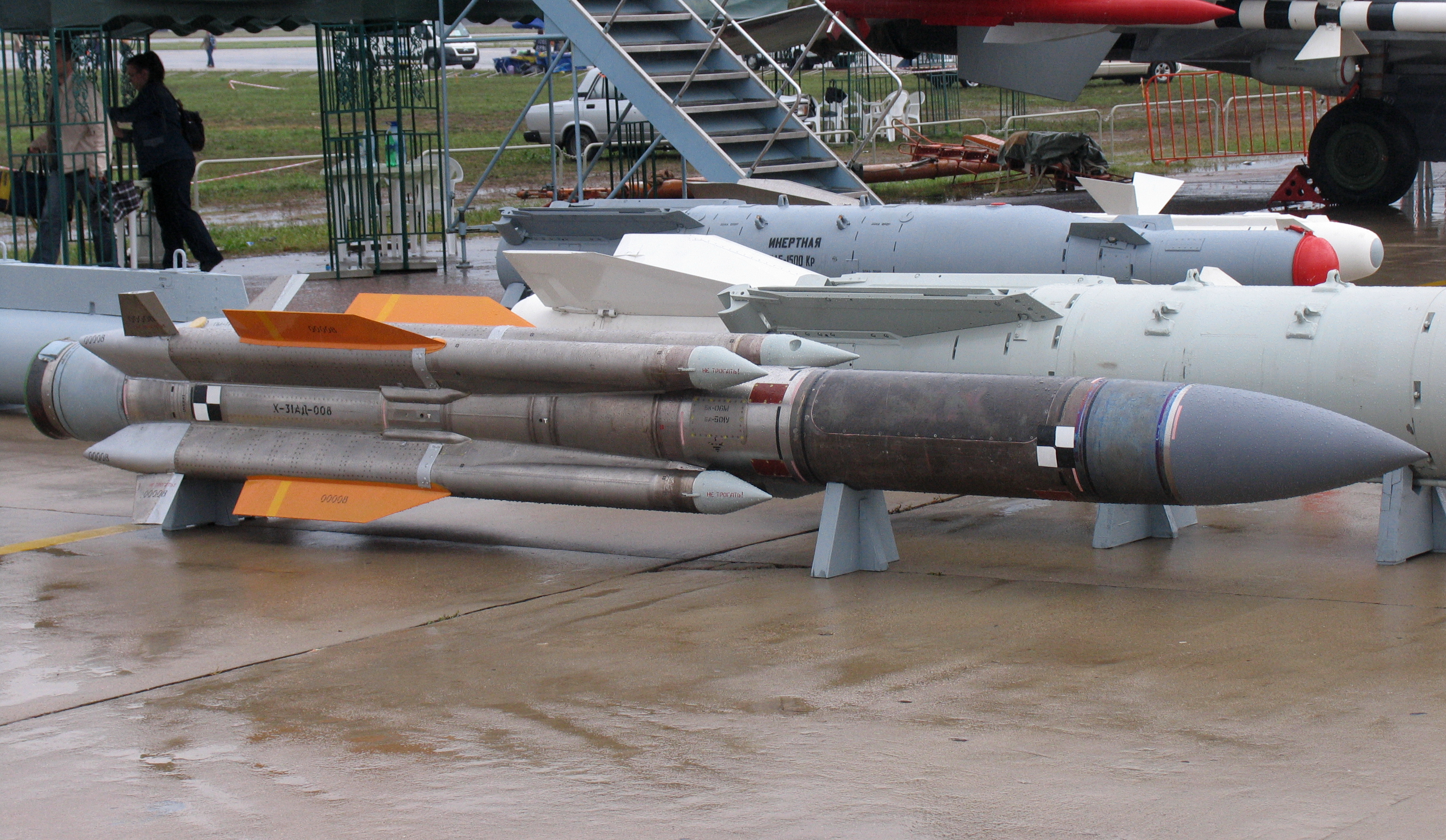
Ch-31AD

- Ch-31A: Initialversion zur Schiffsbekämpfung mit aktiver Radarzielsuche. Reichweite 50 km.
- Ch-31P: Initialversion zur Bekämpfung von Radaranlagen mit passiver Radarzielsuche. Reichweite 70 km.
- Ch-31U: Modifizierte Ch-31P mit verbesserter Elektronik.
- Ch-31PK: Verbesserte Ch-31P. Reichweite 110 km.
- Ch-31AM: Modernisierte Version der Ch-31A mit längerem Rumpf und neuer Elektronik. Reichweite 150 km.[8]
- Ch-31PM: Modernisierte Version der Ch-31P mit längerem Rumpf und neuer Elektronik. Reichweite 160 km.[8]
- Ch-31AD: Exportversion der Ch-31AM.[8]
- Ch-31PD: Exportversion der Ch-31PM.[8]

### China
- KR-1: Abgeänderte Ausführung der Ch-31P für China.
- YJ-91: Bezeichnung für die in China produzierte Ch-31PD.[9]
- YJ-93: Bezeichnung für die in China produzierte Ch-31AD.[9]
- YJ-12: Weiterentwicklung der KR-1.

### USA

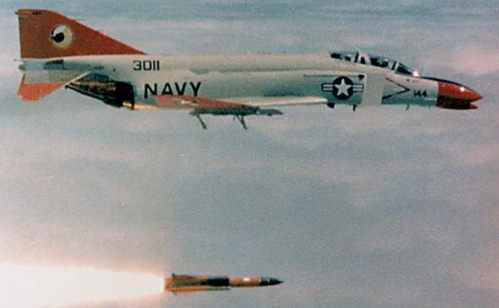
Eine F-4 Phantom II startet eine MA-31 (1999)

- MA-31: US-amerikanische Zieldarstellungsdrohne zum Test von Flugabwehrsystemen, (13 Stück).

Nachdem ein Versuch von USA, auf Grundlage der ASALM einen Zieldarstellungsflugkörper AQM-127 SLAT zu entwickeln, um tieffliegende überschallschnelle sowjetische Seezielflugkörper zu simulieren, scheiterte, wurde eine geringe (mindestens 13) Stückzahl Ch-31 1995 bei Swesda gekauft (Zellen mit Triebwerk, ohne Elektronik und Gefechtskopf) und von Boeing zur MA-31 umgerüstet. Nach erfolgreichen Tests wurden 1999 weitere 34 Stück bestellt. Zu dieser Zeit gab es sowohl von russischer als auch amerikanischer Seite bereits erheblichen politischen Widerstand gegen das Projekt und der Verkauf kam nicht zustande. Die bereits erworbenen Flugkörper wurden bestimmungsgemäß verwendet, 2007 wurde die letzte Zieldrohne aufgebraucht.

## Einsatz
Die Ch-31 wurde ab dem ersten Tag beim russischen Überfall auf die Ukraine 2022 verwendet. Die Russischen Luftstreitkräfte setzen ab dem ersten Kriegstag die Ch-31 gegen Radaranlagen und gegen Schiffe ein. Dabei wurde auch der schon am 25. Februar beschossene Tanker Millenial Spirit unter Flagge der Republik Moldau am 7. Juli vor Odessa von einer Ch-31 getroffen.

## Trägerflugzeuge
- Mikojan-Gurewitsch MiG-27K (NATO-Codename Flogger-J2)
- Mikojan-Gurewitsch MiG-29M/M2/SMT (Fulcrum-E/F)
- Mikojan-Gurewitsch MiG-31BM (Foxhound)
- Suchoi Su-24M/M2 (Fencer)
- Suchoi Su-30MK/MKK/MKI/SM (Flanker-C)
- Suchoi Su-34 (Fullback)
- Suchoi Su-35 (Flanker-E)
- Suchoi Su-57 (Felon)
- Xian JH-7 (Flounder)